# Скьявони, Натале
Натале Скьявони (итал. Natale Schiavoni; 25 апреля 1777, Кьоджа (Венето) — 15 апреля 1858, Венеция) — итальянский живописец и гравёр салонно-академического направления, работал в основном в историческом и портретном жанрах.

## Биография
Скьявони родился в Кьодже, недалеко от Венеции, возможно, был дальним потомком Андреа Скьявони, художника венецианской школы XVI века. Имя «Натале» означает «рождество, рождение, происхождение»; словом «скьявоне» (итал. schiavone — «раб, невольник») в северной Италии называли потомков славян из Далмации, торговцев и ремесленников, переселившихся в область Венето в начале XV века. Это также может указывать на происхождение художника.
Заметив таланты юноши, родители направили его в 1793 году в рисовальную школу в Ка-Фарсетти (филиал Венецианской академии), где он учился у Франческо Маджотто, живописца и гравёра неоклассического направления. Натале Скьявони посещал кружок литератора Мельхиора Чезаротти, где усвоил идеалы неоклассицизма. Он начал заниматься миниатюрной портретной живописью, добившись в этом значительных успехов.
Натале много путешествовал, в 1800 году уехал в Триест, а в 1810 году в Милан, где написал портреты вице-короля Италии Эжена де Богарне и членов его семьи. В Милане он посещал студии Андреа Аппиани, Пьетро Лонги и Луиджи Сабателли. В 1816 году Император Священной Римской империи и первый император Австрии Франц II пригласил Скьявони в Вену для работы придворным портретистом. Скьявони вернулся в Венецию в 1821 году, стал профессором Академии изящных искусств. С 1824 года он жил в Палаццо Джустиниан на Большом канале, где собрал известную в то время коллекцию картин и сам интенсивно занимался живописью, специализируясь на создании идеализированных портретов и пользовавшихся большим успехом картин с изображением полуобнажённых красавиц.
За свои картины Натале Скьявони был награждён золотой медалью на Всемирной выставке 1897 года в Брюсселе.
Его сыновья Феличе (1803—1868) и Джованни (1804—1848) также стали модными живописцами. Среди его последователей был Антонио Цуккаро (1815—1892). Многие из картин Скьявони воспроизводил в гравюрах Луиджи Босколо.

## Галерея

Мадонна с Младенцем. 1842. Холст, масло. Музей современного искусства Тренто и Роверето
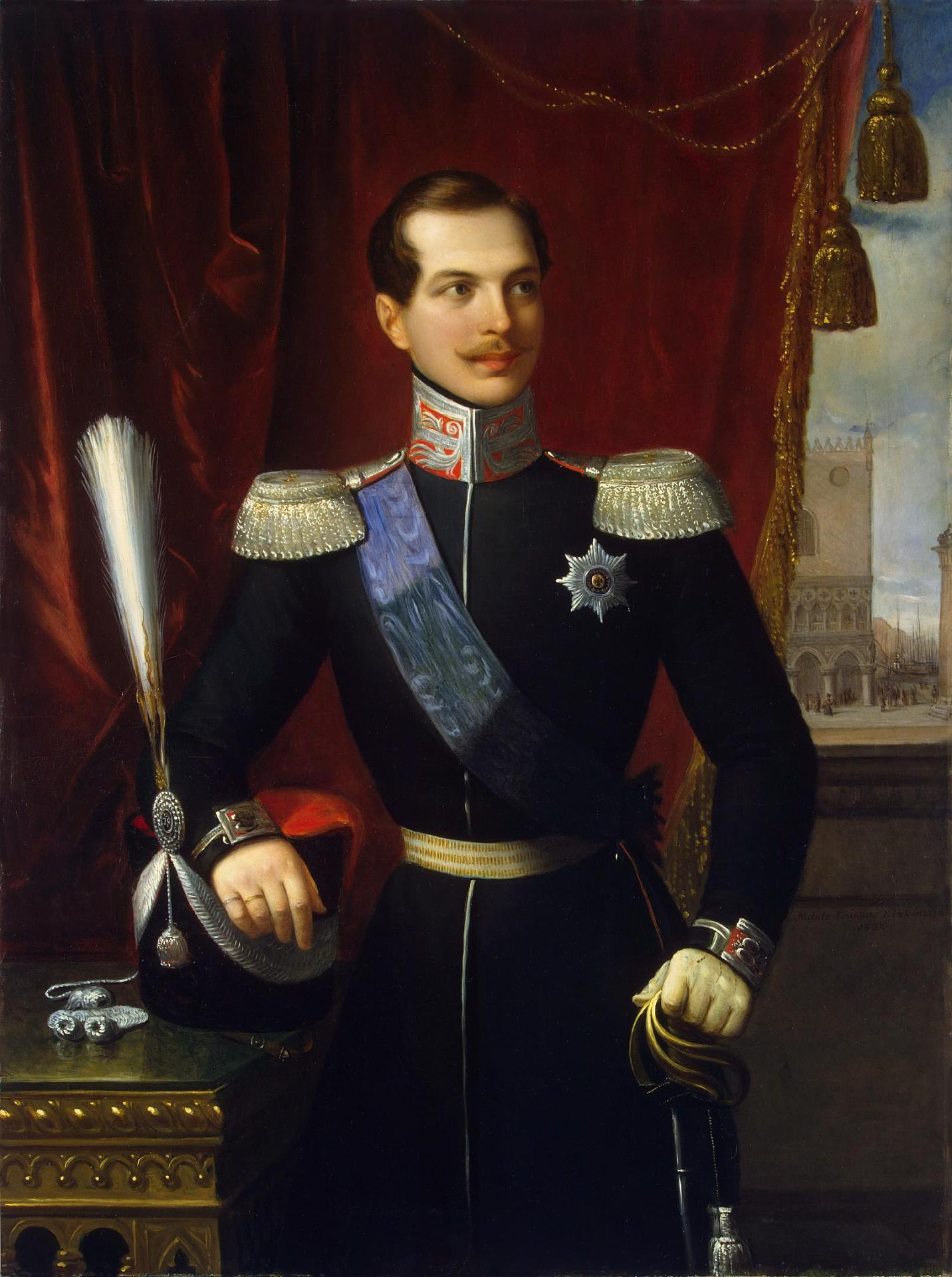
Портрет великого князя Александра Николаевича. 1838. Холст, масло. Государственный Эрмитаж, Санкт-Петербург
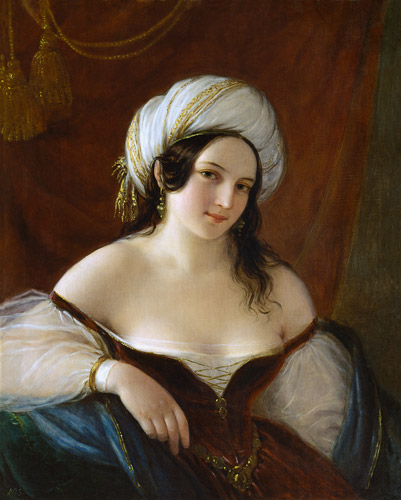
Одалиска. 1845. Холст, масло. Городской музей Револьтелла, Триест
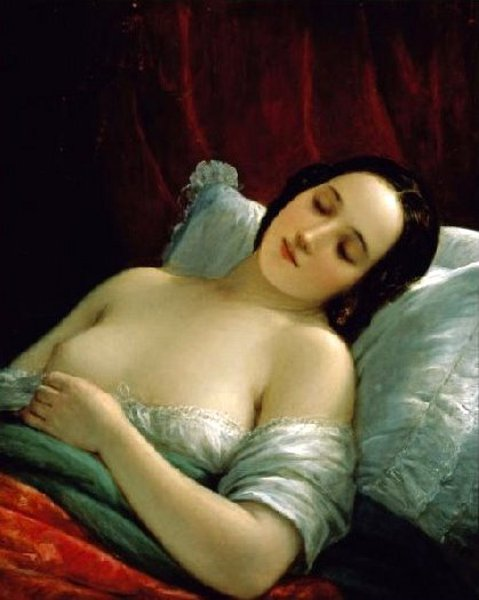
Спящая. Ок. 1820 г. Холст, масло. Частное собрание
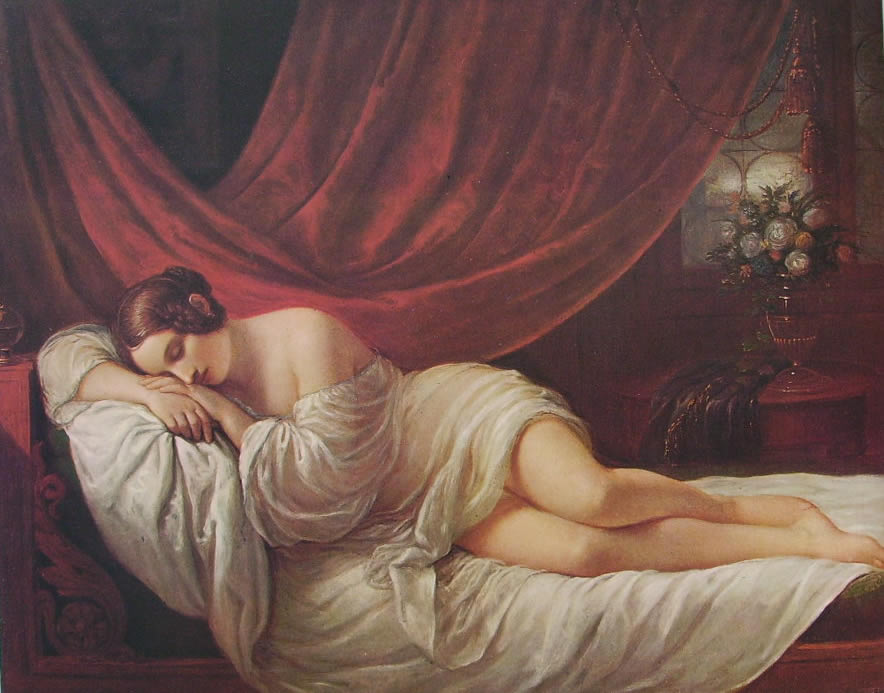
Мечта шестнадцатилетнего. Ок. 1820 г. Холст, масло. Частное собрание